# (480) Hansa
(480) Hansa – planetoida z pasa głównego asteroid okrążająca Słońce w ciągu 4 lat i 111 dni w średniej odległości 2,64 j.a. Została odkryta 21 maja 1901 roku w Landessternwarte Heidelberg-Königstuhl w Heidelbergu przez Maxa Wolfa i Luigi Carnerę. Nazwa planetoidy pochodzi od Hanzy, związku nadmorskich miast handlowych Europy Północnej. Przed nadaniem nazwy planetoida nosiła oznaczenie tymczasowe (480) 1901 GL.